# Obrež Vivodinski
Obrež Vivodinski is een plaats in de gemeente Ozalj in de Kroatische provincie Karlovac. De plaats telt 97 inwoners (2001).